# Pomník Karla VI. (Hlavenec)
Pomník císaře Karla VI. se nachází na severovýchodním okraji od obce Hlavenec v okrese Praha-východ, zhruba 4 km severně od Staré Boleslavi. Toto dílo, vytvořené v první polovině 18. století  Matyášem Bernardem Braunem podle návrhu architekta Františka Maxmiliána Kaňky, je chráněno jako kulturní památka České republiky.

## Historie

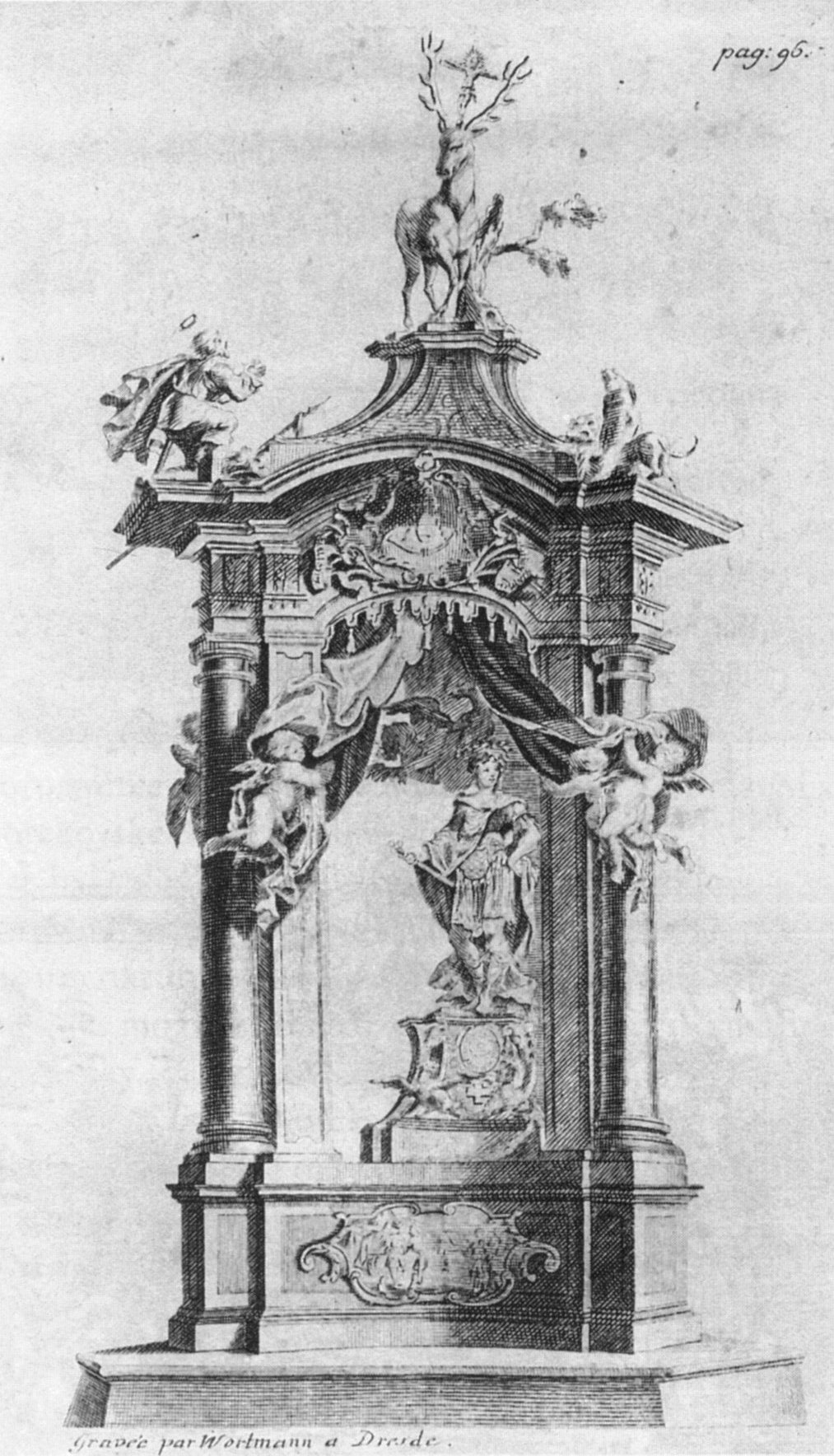
Pomník na rytině Christiana Alberta Wortmanna z roku 1731

Monumentální barokní pomník nechal hrabě František Antonín Špork postavit v místech, kde při slavnostním honu 2. listopadu 1723 udělil Karlu VI. odznak řádu sv. Huberta. Předáním vyznamenání se chtěl zalíbit císaři a získat pro sebe vytoužený Řád zlatého rouna. Toho se však nikdy nedočkal.
Výtvarné dílo zhotovil v letech 1724–1725 sochař Matyáš Bernard Braun, autorem celkové koncepce a zasazení do krajiny je potom František Maxmilián Kaňka.
Akci provázela složitá úřední jednání provázená intrikami. Nakonec však byl pomník v Hlavenci 4. listopadu 1725 šťastně dokončen a slavnostně odhalen. Tuto událost hrabě Špork oslavil zhotovením pamětních medailí a mědirytin pro přátele doma i v zahraničí.
Pomník se v letech 1970 a 1999–2000 dočkal náročného restaurování.

## Popis
Nejspodnější část pomníku tvoří kamenná podstava ve tvaru šestiúhelníku. Z této podstavy se zvedá pískovcový pomník ve tvaru baldachýnu, jehož tříboká základna má konkávně prohnuté strany. Sokl doplňují figurální reliéfy v dekorativních kartuších, znázorňující především lovecké motivy. Na rozích jsou umístěny tři římsko-dórské sloupy, které společně podpírají střechu. Tu zahaluje vlající baldachýn s malými andílky. Nahoře pomník zakončuje výjev z vidění sv. Huberta. Kromě jelena je zde zobrazen také kůň a smečka loveckých psů. Centrální části pomníku vévodí socha císaře Karla VI. v životní velikosti. Postava císaře je oděna v antickém rouše a stojí na samostatném soklu ve tvaru šestiúhelníku. 
Pomník měří na výšku 10 m, šířka a hloubka mají stejně 5,5 m. Pozemek kolem pomníku je ohraničen živým plotem ve tvaru hexagonu.

## Galerie

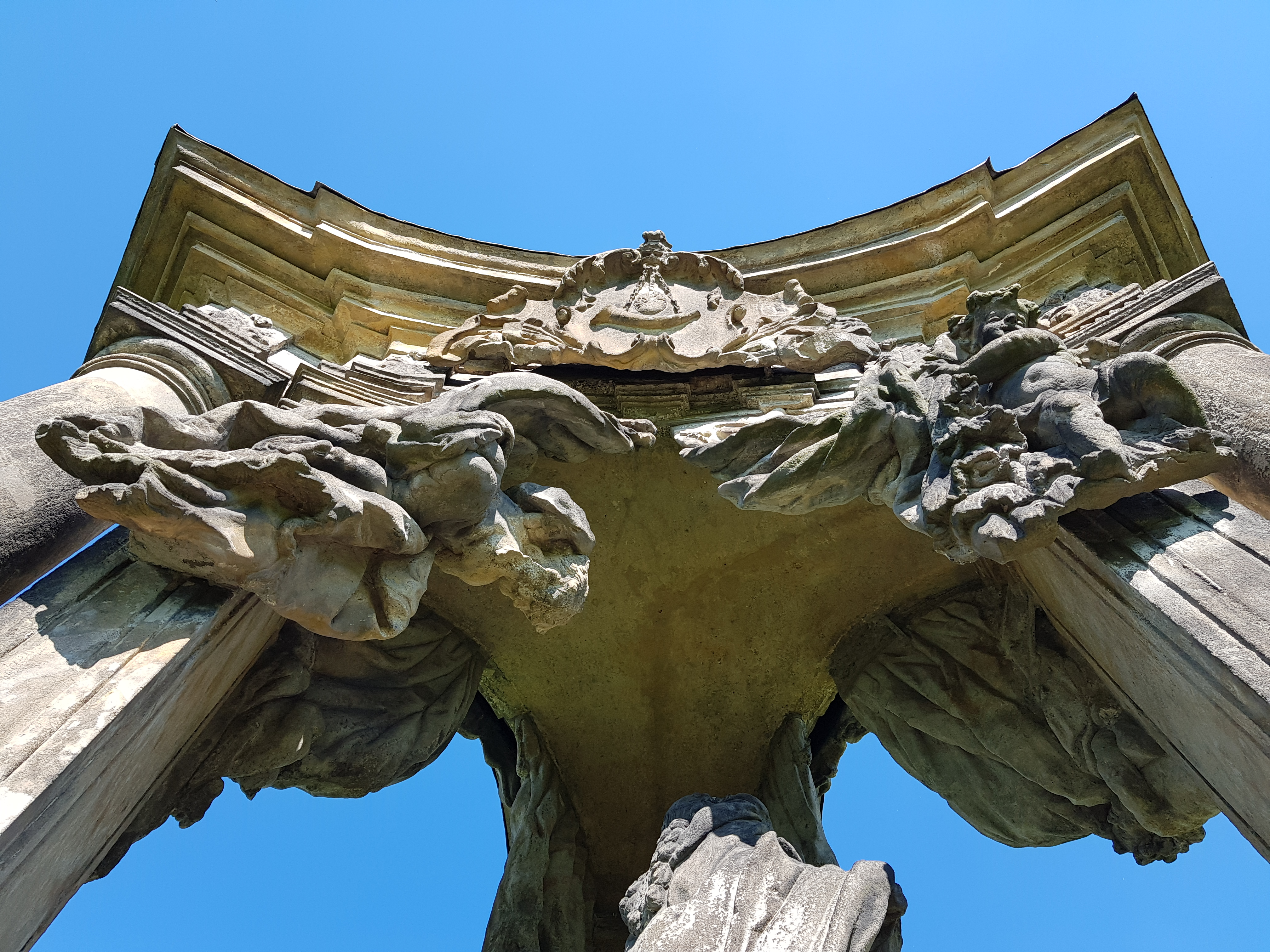
Horní část s baldachýnem
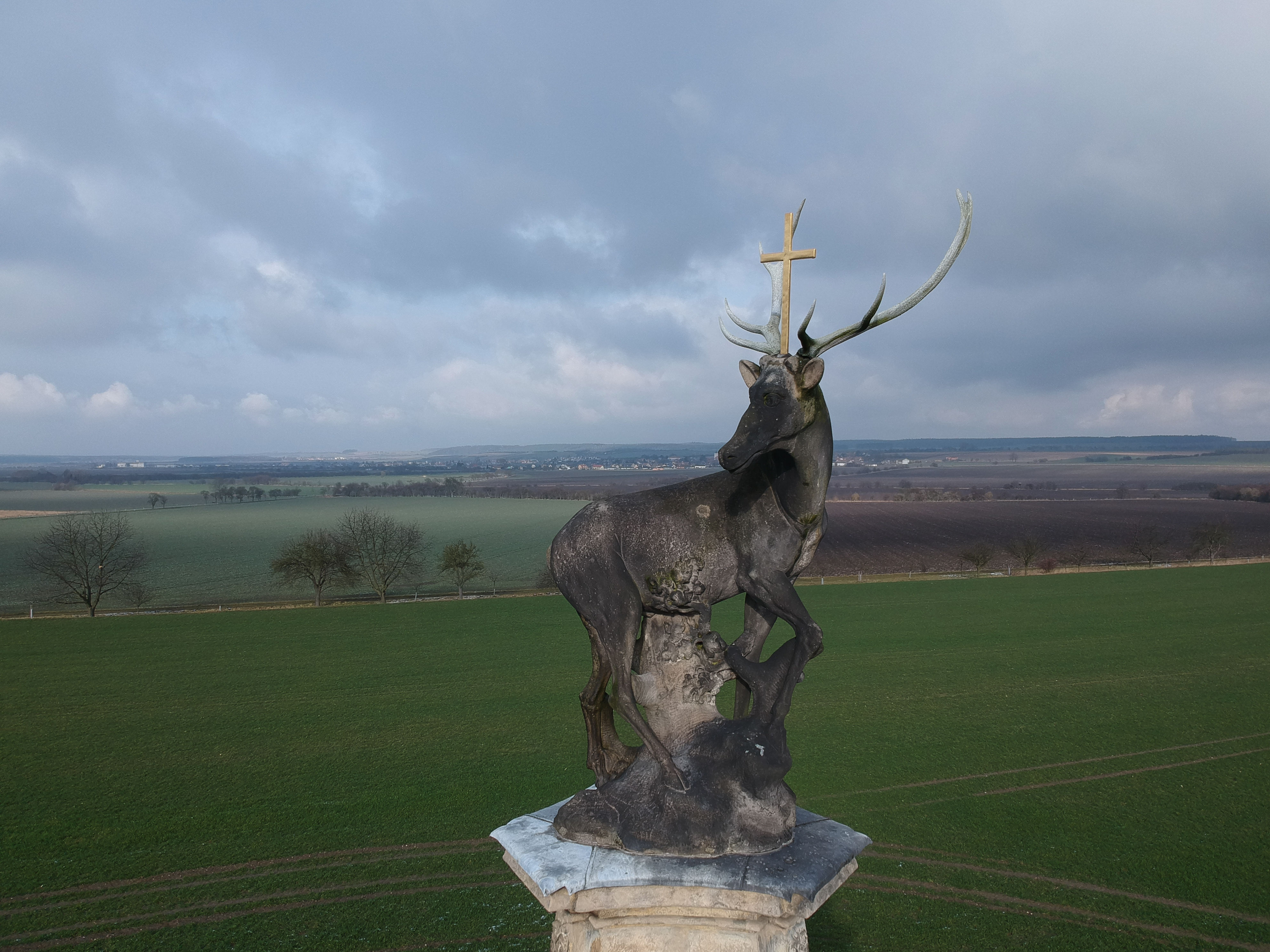
Jelen s křížem, atribut sv. Huberta
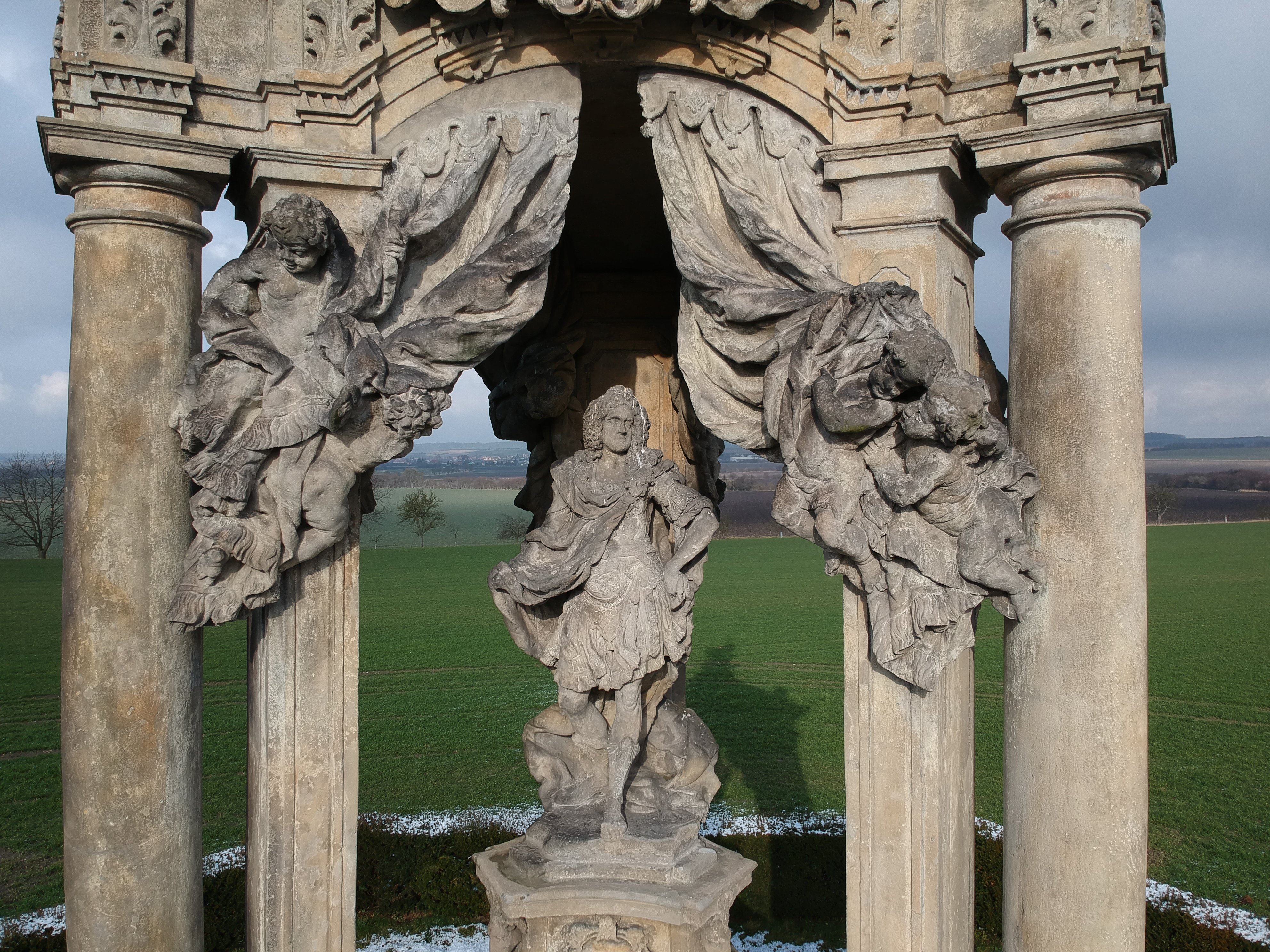
Socha Karla VI.
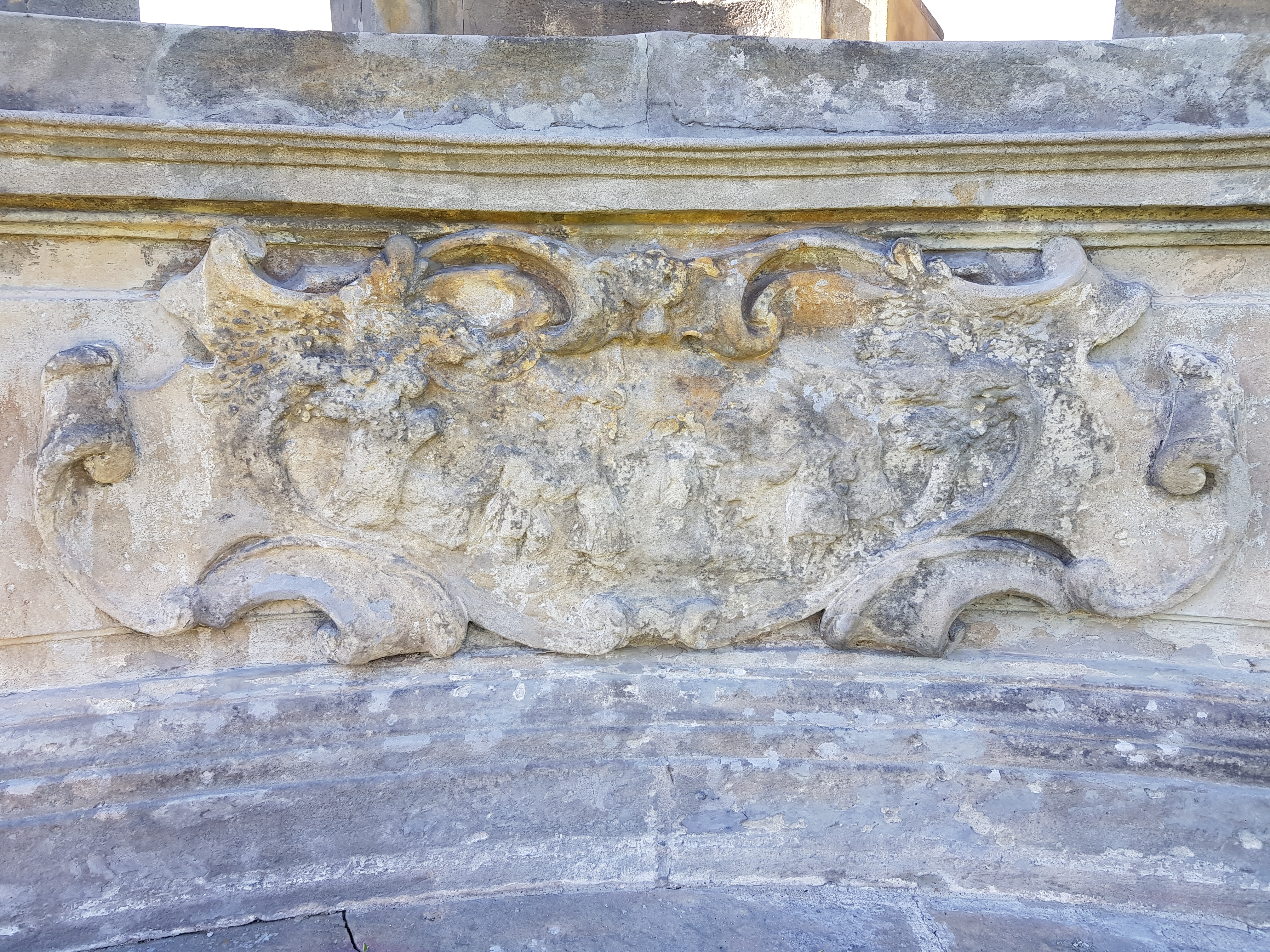
Detail výzdoby